# Hans-Jürgen Gerhardt
Hans-Jürgen Gerhardt, född 5 september 1954 i Altenburg, är en tysk före detta bobåkare som tävlade för Östtyskland.
Gerhardt blev olympisk guldmedaljör i fyrmansbob vid vinterspelen 1980 i Lake Placid.